# Jacek Skalski
Jacek Skalski (ur. 12 kwietnia 1958 w Pruszkowie, zm. 16 czerwca 1996 koło Piaseczna) – polski reżyser filmowy, telewizyjny i teatralny, scenarzysta, także prozaik i montażysta filmowy. Działacz Stowarzyszenia Filmowców Polskich.

## Życiorys

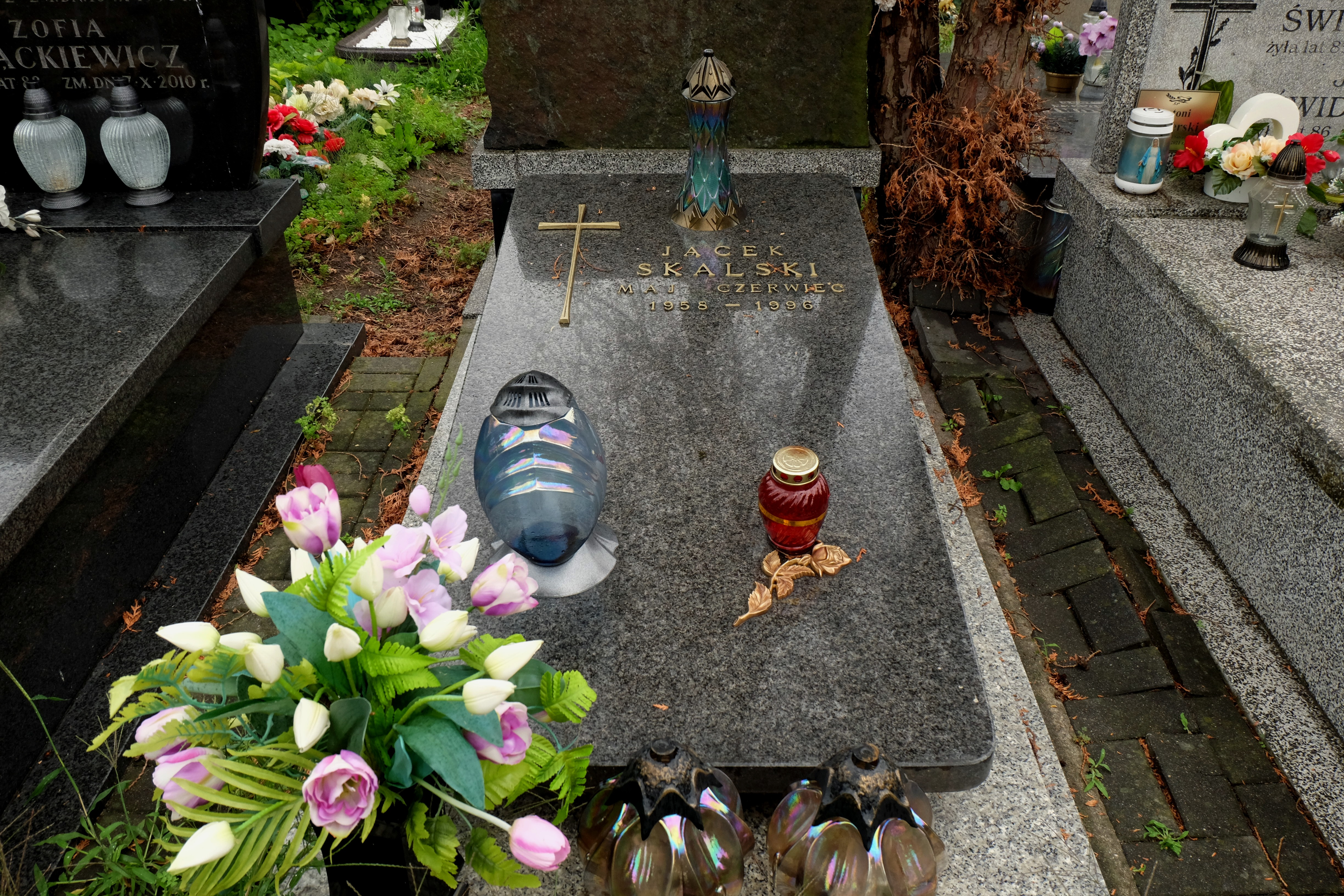
Grób Jacka Skalskiego na cmentarzu parafialnym w Pruszkowie

W latach 1977-79 studiował we Francji, w Institut des hautes études cinématographiques w Paryżu, a następnie od 1980 – na Wydziale Polonistyki Uniwersytetu Łódzkiego. Studia te ukończył w 1985.
Po zakończeniu edukacji związał się z Wytwórnią Filmów Oświatowych oraz z Wytwórnią Filmów Dokumentalnych. Podczas stanu wojennego współpracował z podziemnymi strukturami NSZZ „Solidarności”. Był też związany z „Tygodnikiem Mazowsze”.
Później należał do grupy młodych filmowców działających w Studiu im. Karola Irzykowskiego, potem został członkiem jego Rady Artystycznej (1989-91), a następnie szefem (od 1991) i dyrektorem (od 1993) studia. Od 1991 udzielał się jako członek Komitetu Kinematografii.
Jego karierę przerwała przedwczesna śmierć. Zginął tragicznie w katastrofie samochodowej w okolicach Piaseczna. Pochowany został w rodzinnym Pruszkowie. Chociaż udzielał się w wielu dziedzinach, najbardziej kojarzony jest ze zrealizowanymi przez siebie dwoma filmami fabularnymi – Chce mi się wyć z Mirosławem Baką i Dorotą Pomykałą oraz Miasto prywatne, w którym główne role zagrali Maciej Kozłowski i Bogusław Linda.
W 2004 powstał film Skała w reżyserii Piotra Łazarkiewicza poświęcony sylwetce Jacka Skalskiego.

## Spektakle teatralne[6]
- 1984: Republika rzecz publiczna – montaż inscenizacyjny i video z W. Maciejewskim (reż. Ewa Wycichowska, Teatr Wielki w Łodzi)
- 1986: Republika, widowisko rockowe – reżyseria, scenariusz (Teatr Wielki w Łodzi)[1]

### Spektakle Teatru Telewizji
- 1993: Żydzi miasta Petersburga – reżyseria
- 1995: Historia noża – reżyseria
- 1995: Nasza szkapa – reżyseria
- 1996: Pijacy – reżyseria
- 1996: Złoty garniec – reżyseria
- 1996 (premiera 1997): Julianka – reżyseria

## Filmografia (wybór)

### Filmy fabularne
- 1987: O rany, nic się nie stało!!! – autor noweli 7 dni w kraju, pierwowzoru scenariusza (reż. Waldemar Szarek)
- 1989: Chce mi się wyć – reżyseria, scenariusz
- 1989: Stan strachu – montaż materiałów video (reż. Janusz Kijowski)
- 1991: In flagranti – współpraca scenariuszowa (reż. Wojciech Biedroń)
- 1993: Balanga – obsada aktorska – jako trener (reż. Łukasz Wylężałek)
- 1994: Miasto prywatne – reżyseria, scenariusz, dialogi

### Filmy dokumentalne
- 1979: Pejzaż z kuźnią – współpraca realizatorska (reż. Wojciech Maciejewski)
- 1982: Koncert – współpraca realizatorska (reż. Michał Tarkowski)
- 1983: Czuję się świetnie – reżyser II, scenariusz (reż. Waldemar Szarek)
- 1987: Szmery – realizacja
- 1987: ...portret własny – realizacja, scenariusz
- 1990: Ja, Wałęsa – reżyser
- 1990: Rok premiera – realizacja, scenariusz
- 1990: Zawód kierowca – realizacja, scenariusz

## Nagrody i wyróżnienia
- 1987: „Jantar” w Kategorii Filmu Krótkiego za film ...portret własny na Młodzieżowych Spotkaniach Filmowych „Młodzi i Film” w Koszalinie za debiut reżyserski
- 1987: Nagroda „Sztandaru Młodych” za film ...portret własny na Młodzieżowych Spotkaniach Filmowych „Młodzi i Film” w Koszalinie
- 1987: Syrena Warszawska (Nagroda Klubu Krytyki Filmowej SD PRL) za film ...portret własny przyznana podczas Ogólnopolskiego Festiwalu Filmów Krótkometrażowych w Krakowie
- 1988: II nagroda za film Szmery na V Festiwalu „Młode Kino Polskie '87” w Gdańsku
- 1988: wyróżnienie za film Szmery Zarządu Koła Młodych na V Festiwalu „Młode Kino Polskie '87” w Gdańsku
- 1988: Grand Prix za filmy ...portret własny i Szmery na V MPF Twórczości Niekomercyjnej „Film Poza Kinem” we Wrocławiu
- 1989: nagroda Spółki „Europa” i Koła Młodych SFP za film Chce mi się wyć na XIV FPFF w Gdańsku